# Morgonshowen
Morgonshowen var ett barnprogram som sändes varje vardagsmorgon i SVT Barn. Programmet hade premiär 12 januari 2015. Programmet producerades från början i TV-huset i Stockholm, men sedan 2018 sändes det från Umeå.

## Programledare

### Senaste[3]
- Tobbe Blom
- Leila Trulsen
- Jenny Järvholm

### Tidigare
- Markus Granseth
- Sara Edwardsson
- Behrang Miri
- Fredrik Svensson
- Farzad Farzaneh
- Arantxa Alvarez
- Doreen Månsson